# Göran Larsson
Göran Larsson   (Uppsala, 24 de maig de 1932 - municipi de Haninge, 27 de febrer de 1989) fou un nedador suec, especialista en distàncies curtes d'estil lliure i esquena, que va competir durant la dècada de 1950.
El 1952 va prendre part en els Jocs Olímpics d'Estiu de Hèlsinki, on va disputar dues proves del programa de natació. Va guanyar la medalla de bronze en els 100 metres lliures, mentre en els 4x200 metres lliures fou quart.
En el seu palmarès també destaquen dues medalles d'or i una de plata al Campionat d'Europa de natació de 1950 i catorze campionats nacionals en piscina llarga i set en piscina curta entre 1949 i 1957.